# Cláudia Bueno da Silva

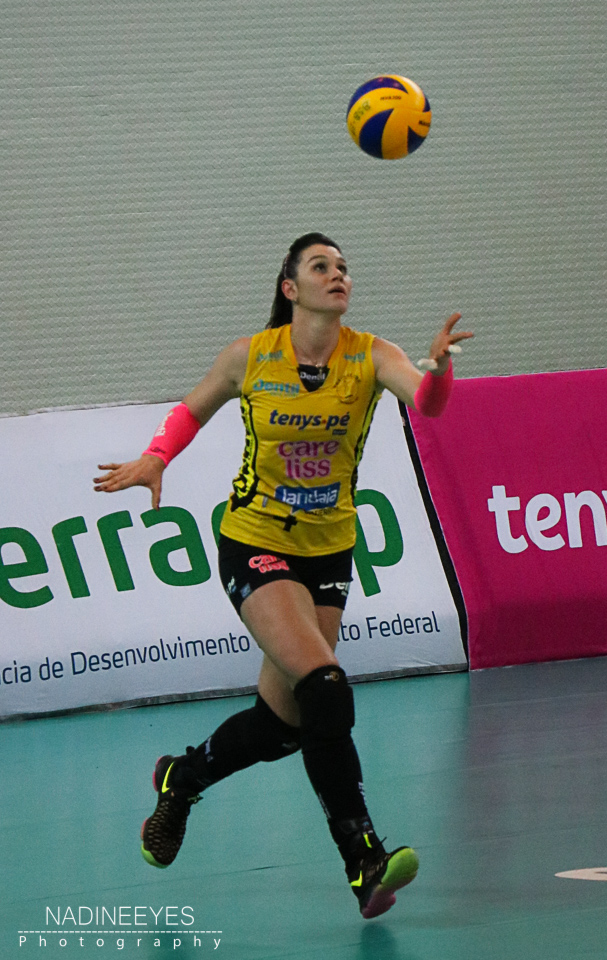
Cláudia Bueno da Silva podczas wykonywania zagrywki w drużynie Dentil/Praia Clube w sezonie 2016/2017

Cláudia Bueno da Silva (ur. 21 września 1987 w São Caetano do Sul) – brazylijska siatkarka, reprezentantka kraju, grająca na pozycji rozgrywającej. 

## Kariera klubowa
| Lata      | Klub                       |
| 2004–2008 | São Caetano Esporte Clube  |
| 2008–2010 | Banana Boat/Praia Clube    |
| 2010–2013 | Usiminas/Minas Tênis Clube |
| 2013–2014 | Amil Campinas              |
| 2014–2015 | SESI São Paulo             |
| 2015–2018 | Dentil/Praia Clube         |
| 2018–2019 | Audax Osasco               |
| 2019–2024 | Dentil/Praia Clube         |

## Sukcesy klubowe
Mistrzostwo Brazylii:
- 2018, 2023[1]
- 2016, 2021, 2022[2], 2024[3]
- 2015, 2017, 2019

Klubowe Mistrzostwa Ameryki Południowej:
- 2021, 2023[4]
- 2017, 2020, 2022[5], 2024[6]

Superpuchar Brazylii:
- 2019, 2020, 2021

Puchar Brazylii:
- 2024[7]

## Sukcesy reprezentacyjne
Mistrzostwa Ameryki Południowej Juniorek:
- 2004

Puchar Borysa Jelcyna:
- 2011
- 2012

Puchar Panamerykański:
- 2012

Grand Prix:
- 2013

Puchar Wielkich Mistrzyń:
- 2013

## Nagrody indywidualne
- 2018: MVP finału brazylijskiej Superligi w sezonie 2017/2018
- 2021: MVP Klubowych Mistrzostw Ameryki Południowej